# Bangana discognathoides
Bangana discognathoides är en fiskart som först beskrevs av Nichols och Pope 1927.  Bangana discognathoides ingår i släktet Bangana och familjen karpfiskar. Inga underarter finns listade.